# 皇家島國家公園
皇家島國家公園（英語：Isle Royale National Park）是位於美国密西根州苏必利尔湖內羅亞爾島的一座國家公園。皇家島國家公園成立於1940年4月3日，並在1976年成為國家自然保護區。皇家島國家公園面積894平方英里（2,320平方），其中209平方英里（540平方）是水域。皇家島在過去曾是一座以漁業和礦業為主的島嶼，此外也是一個度假地。2011年，有15,892名遊客到訪皇家島國家公園。

## 外部連結

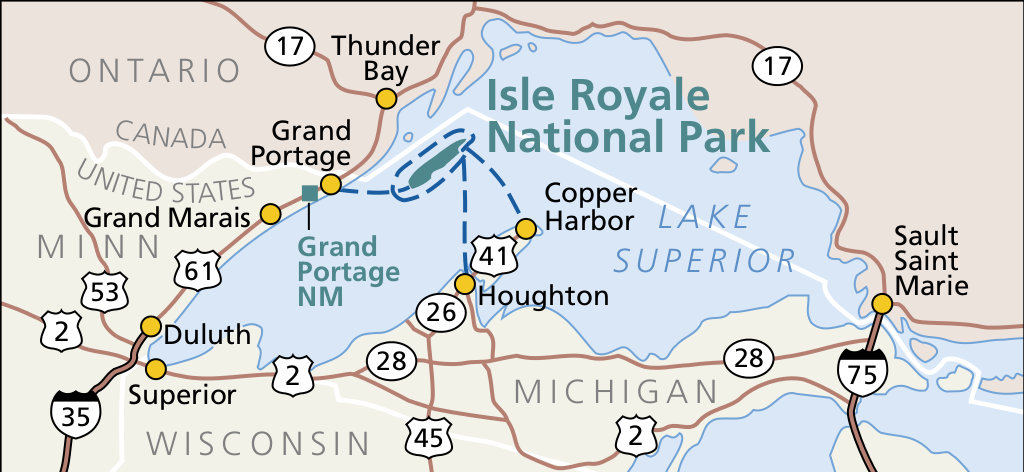
皇家島國家公園在蘇必利爾湖的位置

- Official Isle Royale National Park website （页面存档备份，存于）
- Forest Resources of Isle Royale National Park United States Department of Agriculture